# الحزب الأزرق (إثيوبيا)
الحزب السماياوي أو الحزب الأزرق هو حزب سياسي إثيوبي تأسس عام 2012. يعمل الحزب في جميع أنحاء البلاد. يعتنق الفكر الليبرالي. يُحبذ الآراء المُحافظة والوطنية ويُعزز الفردية.